# Louis Chavanon
Pour les articles homonymes, voir Chavanon (homonymie).
Louis-Jean-Pierre dit Louis Chavanon  est un négociant et homme politique français né à Saint-Étienne, le 13 mars 1838 et mort dans la même ville le 18 mai 1907. Il a été le dernier fabricant de rubans à être maire de Saint-Étienne. 

## Biographie
Petit-fils d'un passementier et enfant naturel, il étudie à l'école de dessin de Saint-Étienne avant d'entrer dans la Fabrique de rubans. 
Capitaine trésorier des Mobilisés de la Loire pendant la guerre de 1870, il se lie d'amitié avec le fabricant Joannès Boudarel dont il devient l'associé. Boudarel disparaît prématurément en 1875 et il continue de diriger la société, en association avec la veuve, sous la raison Boudarel fils & Chavanon. 
Il remplit de nombreuses fonctions dans le commerce : conseiller prud’homme (1881-1884), juge suppléant (1884-86) puis titulaire (1886-1890) au tribunal de commerce dont il devient le président (1890-1894) ce qui lui vaut d'être chevalier de la Légion d'honneur. 
Il entre dans la politique et se fait élire au conseil municipal en 1892. Il succède à Barrallon en janvier 1895 comme maire de Saint-Étienne. Il s'appuie sur une majorité qui unit les républicains modérés et les conservateurs. 
Il reçoit Félix Faure lors de son voyage à Saint-Étienne en 1898 et il est fait à cette occasion officier de la Légion d'honneur. 
L'Affaire Dreyfus et la chute du ministère Jules Méline provoquent la division de la majorité municipale. 
Aux élections municipales de 1900, les socialistes et les radicaux l'emportent et Chavanon se retire de la politique. La principale mesure de sa municipalité a été la création d'un nouvel Hôpital à Bellevue. Chavanon a été également administrateur de la succursale de la Banque de France.

## Hommage
- Une rue de Saint-Étienne porte son nom[1]

## Sources
- Les maires de la grande ville ouvrière: une autre histoire de Saint-Étienne : 1778 - 2015, de Gérard-Michel Thermeau et Jean-Michel Steiner, Édition PUSE, 2015.